# Regulate
Singles de Warren G
This D.J.
(1994)
Regulate est une chanson de hip-hop interprétée par Warren G et Nate Dogg. Apparue pour la première fois dans le film Above the Rim (1994) de Jeff Pollack, elle a ensuite été incluse dans le premier album studio de Warren G, Regulate... G Funk Era, sorti en 1994. Ce morceau emblématique marque le premier single en solo de Warren G.
La chanson a atteint la deuxième place du classement Billboard Hot 100.
Elle contient des samples de plusieurs morceaux, notamment I Keep Forgettin' (Every Time You're Near) (en) de Michael McDonald, Sign of the Times (en) de Bob James et Let Me Ride (en) de Dr. Dre, le demi-frère de Warren G.
Le clip vidéo de la chanson présente des scènes du film Above the Rim, sorti environ trois mois avant la publication de l'album de Warren G, dans lequel le célèbre rappeur et parolier Tupac Shakur interprète d'ailleurs l'un des rôles principaux.
Regulate, largement considérée comme l'une des musiques les plus emblématiques du G-funk et, un peu plus accessoirement, du rap West Coast, a été samplé par Jadakiss pour son morceau intitulé Kiss Is Spittin', le 14e titre de son premier album studio, Kiss tha Game Goodbye, sorti en 2001.